# Blue Tattoo
Blue Tattoo – trzeci album zespołu Vanilla Ninja wydany w 2005.

## Skład zespołu
- Lenna Kuurmaa – śpiew, gitara
- Piret Järvis – gitara, śpiew
- Katrin Siska – keyboard, śpiew
- Triinu Kivilaan – gitara basowa, śpiew

## Lista utworów
1. Blue Tattoo (04:07)
2. Cool Vibes (03:00)
3. Never Got To Know (03:15)
4. Just Another Day To Live (04:44)
5. I Don't Care At All (03:52)
6. The Coldest Night (03:30)
7. Hellracer (03:33)
8. I Know (03:17)
9. Corner Of My Mind (03:39)
10. Undercover Girl (03:02)
11. My Puzzle Of Dreams (03:24)
12. Nero (03:34)
13. Just Another Day To Live (Extended version) (09:26)
14. Corner Of My Mind (Extended version) (07:24)

### Blue Tattoo Limited Edition cd 2
1. Just Another Day To Live [Classical Version] 4:34
2. Cool Vibes [Classical Version] 4:04
3. My Puzzle Of Dreams [Classical Version] 3:22
4. The Coldest Night [Classical Version] 3:32
5. Corner Of My Mind [Classical Version] 3:22
6. Blue Tattoo [Classical Version] 4:08
7. Nero [Classical Version] 3:30
8. I Don't Care At All [Unplugged Version] 3:53
9. Never Gotta Know [Unplugged Version] 3:16
10. Hellracer [Unplugged Version] 3:27
11. I Know [Unplugged Version] 3:23
12. Undercover Girl [Unplugged Version] 2:59
13. Cool Vibes [Video – CD-ROM Bonus]
14. I Know [Unplugged Video – CD-ROM Bonus]

## Single
- Blue Tattoo (2004)
- I Know (Radio Edit) (2005)
- I Know (Unplugged Version) (2005)
- Cool Vibes (2005)

## Pozycje na listach
| Lista | Kraj   | Pozycja |
| ----- | ------ | ------- |
| OLiS  | Polska | 19      |